# Gérard II de Vaudémont
Pour les articles homonymes, voir Gérard II et Gérard de Lorraine.
Gérard II, mort en 1188, est comte de Vaudémont de 1155 à 1188. Il était fils de Hugues Ier, comte de Vaudémont, et d'Aigeline de Bourgogne.
Son père partit en croisade en 1145 en lui confiant le comté. Au bout de quelques années, Gérard II s'intitula comte de Vaudémont, croyant son père mort en Terre sainte, et n'en ayant pas eu de nouvelles. Hugues Ier ne revint qu'en 1153, mais mourut deux ans plus tard.
Il est surtout connu par des actes concernant des abbayes lorraines, où il apparaît en tant que témoin ou souscripteur. On ne sait rien de la manière dont il administra son comté.
Il épousa en premières noces en 1158 Gertrude de Joinville, fille de Geoffroy III, seigneur de Joinville, et de Félicité de Brienne, et eut :
- Hugues II († 1242), comte de Vaudémont ;
- Geoffroy, seigneur de Deuilly et de Clefmont, cité en 1189 et 1239, et mort avant 1248 ;
- Gérard II († 1219), évêque de Toul ;
- une fille, prénommée Comtesse, citée en 1182.

Il épousa en secondes noces en 1187 Humbeline de Vandœuvre, veuve du seigneur de Nogent Barthélemy II, et eut :
- Olry, seigneur de Magny-Fouchard.

## Source
- Michel François, Histoire des comtes et du comté de Vaudémont des origines à 1473, Nancy, Imprimeries A. Humblot et Cie, 1935, 459 p. [détail des éditions].